# Ferdinand et Lucie Durban
Ferdinand et Lucie Durban, respectivement nés en 1873 et en 1877, sont deux exploitants agricoles du Gers lorsque leur vie bascule, avec l'arrivée de la famille Schreiber, des réfugiés juifs venus de Belgique. Ils les hébergeront et les protégeront alors du danger que représentait la Gestapo.Il faut également signaler qu'à cette époque leur plus jeune fils, Raymond Durban, réfractaire au STO et résistant, arrêté en mars 1943 par une patrouille allemande alors qu'il faisait passer des réfugiés en Espagne, se trouvait en camp de concentration  ( Sachsenhausen puis Buchenwald jusqu'en 1945).

## Histoires

### Histoire de la famille Durban
Dans leur exploitation agricole de Lahitte, dans le Gers, dans le sud de la France, Ferdinand et Lucie Durban vivent une vie paisible lorsque la Seconde Guerre mondiale est déclarée. Alors que leur exploitation parait retirée, voire isolée dans la campagne gersoise, ils sont aidés par Marie et Casimir Garette, deux habitants de Vic-Fezensac, pour cacher la famille Schreiber.

### Histoire de la famille Schreiber
Aharon Zvi (Arthur) Schreiber, né à Anvers et son épouse Frummet, née à Francfort sont deux religieux juifs vivant à Anvers lors de son occupation par l'Allemagne. Ils avaient alors quatre enfants : Raphaël, Myriam, Joseph et Benjamin, respectivement nés en 1929, 1934, 1935 et 1939. Aharon Zvi Schreiber décédera de la maladie en 1939.

### Histoire de leur "sauvetage"
Le 10 mai 1940, lorsque l'Allemagne envahit la Belgique, Gustav Schreiber, qui avait déjà quitté le pays, revient à Anvers pour en éloigner la famille de son frère Aharon. Ils resteront deux ans à Bandol dans le département du Var, où leurs enfants poursuivront leur parcours scolaire. Après l'occupation de cette zone de la France par l'Allemagne, Myriam sera expatriée en Belgique par la Croix-Rouge, tandis qu'en janvier 1943, Fanny et ses fils iront se réfugier à Vic-Fezensac, plus près de la frontière espagnole. Ainsi, alors qu'ils habitaient la maison voisine de celle de la famille Durban, celle-ci les aidera et les protégera jusqu'à les cacher dans une de leurs granges de Lahitte, lorsque le danger et la menace approchaient. La famille Schreiber quittera Vic-Fezensac après la libération.

## Reconnaissances
Le dimanche 15 janvier 2017, Ferdinand et Lucie Durban ont été nommés Justes parmi les nations, à la demande de la famille Schreiber. Leurs noms seront gravés au mémorial de la Shoah, à Paris ainsi que sur le mur d’honneur du jardin des Justes parmi les Nations à Yad Vashem, à Jérusalem. Ils rejoignent alors vingt-neuf Justes parmi les nations gersois.